# Pijevčići
Pijevčići (cyr. Пијевчићи) – wieś w Bośni i Hercegowinie, w Republice Serbskiej, w gminie Rogatica. W 2013 roku liczyła 47 mieszkańców.